# Zecco
Zecco ist sowohl eine Gemeinde (französisch commune rurale) als auch ein dasselbe Gebiet umfassendes Departement im westafrikanischen Staat Burkina Faso, in der Region Centre-Sud und der Provinz Nahouri. Die Gemeinde hat in 13 Dörfern 9340 Einwohner.